# Mathäus Rath
Mathäus Rath, auch Matthäus Rath, seit 1815 Mathäus Edler von Rath (* 7. September 1761 in Raggendorf, Niederösterreich; † 23. Januar 1828 in Wien) war ein österreichischer Offizier und Wirklicher Appellationsrat.

## Leben
Mathäus Rath beendete Anfang des Jahres 1784 seinen juristisch-politischen Cursus in Wien, um sich anschließend zum Auditor weiterzubilden.

### Militärdienst
1785 bestand er die erforderliche Richterprüfung und wurde direkt als Auditor zum Tschaikisten-Grenzbataillon abberufen. Er bewährte sich, sodass er Mitte 1787 zum Gradiscaner Grenzcanton versetzt wurde. 1788 wurde er zum Hauptmann befördert und Ende 1788 zu Infanterie-Regiment Nr. 49 (Pellegrini) und wechselte Anfang 1789 als Rittmeister-Auditor zu den Dragonerregiment Kaiser Franz. Während des Ersten Koalitionskrieges (1792–1797) war er an den Feldzügen in den Niederlanden beteiligt. 1794 rettete er auf dem Rückzug aus den Niederlanden die Regimentskasse.

### Polizeidienst
Im Anschluss wurde er Polizeikommissär in Wien und bereits 1796 zum Polizeidirektor befördert. Zusätzlich erhielt er den Titel Landeshauptmannschaftlicher Rath. 1797 wurde er Polizeidirektor in Graz und von dieser Position 1804 als innerösterreichischer Appellationsrat nach Klagenfurt versetzt.

### Appellationsrat
Mathäus Rath war ab 1804 bis zu seinem Tod Appellationsrat unter Graf von Enzenberg am Innerösterreichischen Appelations- und Criminal-Obergericht in Klagenfurt. Ab ca. 1817 als Wirklicher Appellationsrat.

### Studiendirektor
Neben seiner Tätigkeit am Appellationsgericht war Rath von 1815 bis 1820 und von 1824 bis 1826 Studiendirektor für Philosophie an der Hochschule Klagenfurt.

### Mainzer Zentraluntersuchungskommission
Seine Tätigkeit als Studiendirektor unterbrach er von 1820 bis 1824, als er als österreichischer Kommissär zur Mainzer Zentraluntersuchungskommission abberufen worden war.
Ab 1826 besetzte er eine Stelle als Appellationsrat in Wien.
Ende 1815 wurde er für seine Verdienste in den erblichen Adelsstand erhoben.
Mathäus Rath war verheiratet und hatte zwei Töchter und einen Sohn, Johann von Rath (ebenfalls später Appellationsrat). Er starb nach kurzer Krankheit Anfang 1828 an einer Wundinfektion im Darm.

## Trivia
Folgende Aussage von Mathäus Rath aus der Kommissionsarbeit 1820 bis 1824 ist sinngemäß überliefert: man muss nicht für das Verbrechen den Täter, sondern für den Täter das Verbrecher suchen.